# Osolin
Osolin (niem. Esdorf) – wieś w Polsce położona w województwie dolnośląskim, w powiecie trzebnickim, w gminie Oborniki Śląskie.

## Podział administracyjny
| SIMC    | Nazwa        | Rodzaj     |
| ------- | ------------ | ---------- |
| 0878725 | Brzezno Małe | przysiółek |

W latach 1954–1959 wieś należała i była siedzibą władz gromady Osolin, po jej zniesieniu w gromadzie Skokowa. W latach 1975–1998 miejscowość administracyjnie należała do województwa wrocławskiego. Częścią wsi jest przysiółek Brzezno Małe (0878725).

## Demografia i rekreacja
W 2021 roku wieś zamieszkiwały 922 osoby.

## Wyróżnienia
Osolin zajął II miejsce w konkursie Najpiękniejsza wieś dolnośląska 2011.

## Położenie
Osolin położony jest na północnych wzniesieniach Wzgórz Trzebnickich (wysokość 128–175 m n.p.m.) w centrum kompleksów leśnych. Wieś leży w gminie Oborniki Śląskie, w powiecie trzebnickim, w odległości 8 km od Obornik Śląskich oraz – w kierunku północno-zachodnim – 32 km od Wrocławia. Otaczają ją wsie: Bagno, Brzeźno Małe, Morzęcin Mały, Osola i Wielka Lipa.
Gmina znajduje się na obszarze dwóch większych regionów geograficznych (makroregionów): Wału Trzebnickiego w części północnej i Niziny Śląskiej w części południowej.

## Nazwa wsi
Istnieje legenda łącząca początki Osolina z osobą człowieka o imieniu Esil, przybyłego na tę ziemię już w 1054 roku, w celu jej kolonizacji. Fakt ten zyskał potwierdzenie w używanej pierwotnie nazwie Esildorf. W dokumencie In villa Boguchvali zawarta została adnotacja z roku 1326, wedle której o Gunter z Ecelsdorfu (Osolin), który wraz z żoną Eufemią, córką Lutka Pakoslawica, przekazał wszelkie prawa do sołectwa we wsi Sandicz koło Trzebnicy. Miano „Ecelsdorf” to w języku polskim „wieś Ecela”. Dokument z 1326 roku stanowi zatem potwierdzenie ówczesnej (pierwszej, która pojawiła się w dokumentach pisanych) nazwy tej wsi, która brzmiała Esildorf (Ecelsdorf). Przed II wojną światową wieś nosiła nazwę Esdorf.
W roku 1945 wieś miała już polską nazwę Dębowa. Pod koniec lat 40. XX wieku nazwę miejscowości zmieniono na Osolin.

## Historia
Na terenie, gdzie dziś rozpościera się wieś Osolin odkryto zabytki archeologiczne kultury łużyckiej, pochodzące z okresu 1400 lat p.n.e. – IV w. p.n.e.
Wieś została założona w 1208 roku pod protektoratem i za przyczyną św. Jadwigi Śląskiej. Księżna wspierała rozwój wsi, która początkowo była mała, licząca ledwie kilka gospodarstw, a otaczające pola były w większości nieużytkami.
Rok 1241 przyniósł katastrofę związaną z najazdem Tatarów, którzy wieś splądrowali i całkowicie zniszczyli. W lesie nieopodal Bagna znajdowały się doły, w których mieszkańcy Osolina i Bagna chowali się przed hordami tatarskimi. Tam też pochowano mieszkańców poległych w bitwie z Tatrami. W pobliżu tego miejsca znajduje się również kurhan, który najprawdopodobniej stanowi masowy grób poległych Tatarów, rycerzy polskich i miejscowej ludności, o nazwie: Tartarengruben.
Około 1320 roku zbudowano posiadłość składającą się z zamku, parku przy zamkowego, obór, stajni, zabudowań gospodarskich i mieszkalnych. W skład posiadłości wchodziło również 350 ha lasów, łąk i gruntów rolnych. Od roku 1329 ta część Śląska przeszła pod zwierzchnictwo czeskie, a w roku 1742, w wyniku wojny, przeszedł pod panowanie pruskie.
W 1785 roku w Osolinie znajdowały się dwa folwarki, pański dom (dwór), ewangelicka szkoła, 37 gospodarstw zagrodniczych i 4 gospodarstwa chałupnicze. W sumie wioskę zamieszkiwało 188 osób. Ewangelicy podlegali pod kościół w Strupinie (Stroppen).
Do 1805 r. posiadłość była w posiadaniu klasztoru w Bagnie. Legenda głosi, że zamek w Osolinie był połączony podziemnym tunelem z klasztorem w Bagnie.
W 1830 roku w miejscowości znajdował się pałac, folwark, 51 domów, ewangelicka szkoła, 2 młyny wodne, wiatrak. Częścią Osolina było Brzeźno Małe (Klein Breesen), gdzie znajdował się kolejny folwark. W sumie wioska liczyła 292 mieszkańców, w tym 2 katolików. Ewangelicy należeli do kościoła w Strupinie, a katolicy do kościoła w Bagnie (Heinzendorf, Kreis Wohlau).
W 1845 roku w wiosce był pałac, folwark, 56 domów, 3 młyny wodne, 2 wiatraki, browar, gorzelnia. Liczba mieszkańców wzrosła do 321, w tym 9 katolików.
W roku 1886 włości liczyły 485ha, w tym 211ha pól uprawnych, 45ha łąk, 9ha pastwisk, 192ha lasów, 11ha stawów, 17ha dróg i podwórzy gospodarczych. Na folwarku hodowano 14 koni, 69 sztuk bydła, w tym 35 krów, 109 owiec. W majątku działała gorzelnia.
W 1905 roku powierzchnia dóbr wynosiła 487ha, w tym 300ha pól uprawnych, 50ha łąk, 1ha łoziny, 125ha lasów, 4ha stawów, 4ha parku, dróg i podwórzy gospodarczych. Folwark specjalizował się w hodowli bydła i tuczu świń. W dalszym ciągu działała wspomniana wcześniej gorzelnia.
Na początku XX wieku Osolin wraz z Bagnem i Brzeźnem Małym został zakupiony przez rodzinę Kisslingów. Senior rodu Conrad Kissling pochodził z Kulmbachu w Górnej Frankonii. 
W 1917 roku dobra rycerskie w Osolinie liczyły 487ha, w tym 224ha pól uprawnych, 41ha łąk, 4ha pastwisk, 176ha lasów, 28ha stawów, 4ha parku, ogrodu, 10ha dróg i podwórzy gospodarczych. Na folwarku działały gorzelnia i mleczarnia. Zajmowano się hodowlą czarnobiałego bydła nizinnego, angielskich owiec, hodowlą i tuczem świń. W stawach hodowano karpia, prowadzono również sady owocowe.
Po I wojnie światowej z okolicznych wsi zaczęło sprowadzać się coraz więcej rodzin przez co znacznie wzrosła liczba mieszkańców Osolina. Stały rozwój zaowocował powstaniem gorzelni, młyna, kuźni czy zakładu fryzjerskiego. Osolin mógł się również poszczycić urzędem pocztowym, szkołą, stawem rekreacyjnym, a nawet zamkiem z parkiem.
Po II wojnie światowej w 1945 roku do wsi powróciła część dotychczasowych mieszkańców Esdorfu, także we wsi ostatecznie pozostały 23 rodziny niemieckie. W tym czasie przybywali również osadnicy ze wschodu – ludność polska z terenów Polski centralnej i wschodniej (m.in. z kieleckiego, warszawskiego) oraz Kresów Wschodnich.
Po zakończeniu drugiej wojny światowej rezydencję przejęło państwo polskie. W niezniszczonym w czasie działań wojennych dworze urządzono szkołę podstawową. Sposób użytkowania budynku pozostawiał wiele do życzenia, bowiem w 1959 roku jego stan zachowania określano na w 30% zniszczony. Dewastacja postępowała w kolejnej dekadzie XX wieku. W 1969 roku uznano, że stan budynku jest średni. Prawdopodobnie niedługo później dwór rozebrano. W latach siedemdziesiątych w jego miejscu zbudowano dom mieszkalny. Z założenia dworsko-folwarcznego przetrwał niewielki park (około 1ha) i część zabudowań gospodarczych. Park jest dość dobrze utrzymany, usunięto w nim podszyt, wykonano alejki, niewielką scenę oraz plac zabaw dla dzieci.
W latach 1945–1948 wieś liczyła wówczas około 300 mieszkańców i miała już polską nazwę Dębowa. Pod koniec lat 40. XX wieku nazwę miejscowości zmieniono na Osolin.
Lata 1954-1957 wypełniła przede wszystkim budowa nowej szkoły. We wrześniu 1957 r. oddano budynek do użytku. Nowy obiekt dydaktyczno-wychowawczy stopnia podstawowego, był jednym z największych wówczas wybudowanych na Dolnym Śląsku.
W latach 70. XX wieku w południowej części wsi powstało osiedle domków letniskowych. Część zachodnia osiedla, składa się z szeregu ulic których nazwy pochodzą od nazw drzew – Bukowa, Modrzewiowa, Świerkowa. Na wschodnią część osiedla składają się ulice o nazwach ptaków – np. Jastrzębia. W latach 90. ubiegłego wieku powstało kolejne osiedle – nazywane od nazw ulic Osiedlem Kwiatowym.

## Właściciele wsi
Właścicielami wsi byli:
- Hans von Walch (do 1480 r.)
- Hans von Frankenberg, zw. Heiden (do 1505 r.)
- Dietrich Heiden, zw. Frankenberg (do 1554 r.)
- Ernst von Poser (do 1617 r.)
- von Kotulinski (w latach 1652-1665)
- von Kottulinski (do 1725 r.)
- von Koschenbar (do 1757 r.)
- von Fehrentheil (do 1766 r.)
- Ernst Sigmund von Fehrentheil (prowadził ożywioną gospodarkę hodowlaną – bydła lub stadninę koni; uruchomił tu w 1837 r. browar i kuźnię)
- własność dominalna księcia Braunschweig z Oleśnicy
- rodzina Kisslingów (rozbudowała dwór i zabudowania folwarczne w Osolinie)
- rodzina Schade (do 1932 r.)
- rodzina Hüserrich (w latach 1937-1945)

## Zabytki

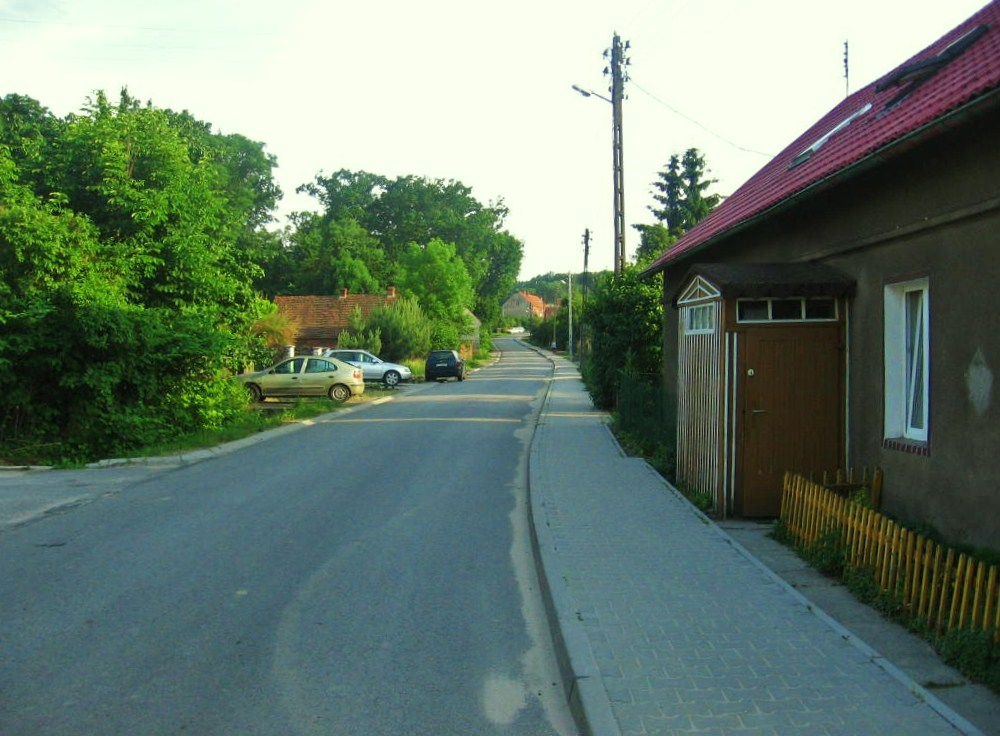
ul. Piłsudskiego

Do wojewódzkiego rejestru zabytków wpisany jest:
- park - ogród dworski, z drugiej połowy XVIII/XIX w., ul. Piłsudskiego

inne obiekty i obszary objęte ewidencją zabytków w uchwale Rady Miejskiej:
- dom mieszkalny z młynem, ul. Piłsudskiego 36, z około 1850 roku
- folwark, ul. Sikorskiego 4-11, z lat 1850-1930
- dom mieszkalny, ul. Wyszyńskiego 4, z około 1890 r.
- zespół mieszkalno-gospodarczy, ul. Klasztorna 2, z około 1900 r.
- dom mieszkalny, ul. Piłsudskiego 31, z około 1900 r.

## Turystyka
W miejscowości znajduje się park z tyrolką i z placem zabaw. 
Około 1 km na północny zachód od wsi, w lesie, znajduje się staw o charakterze rekreacyjnym o powierzchni 3 ha i ośrodki wypoczynkowe z domkami kempingowymi, wypożyczalnią sprzętu wodnego i bufetem.

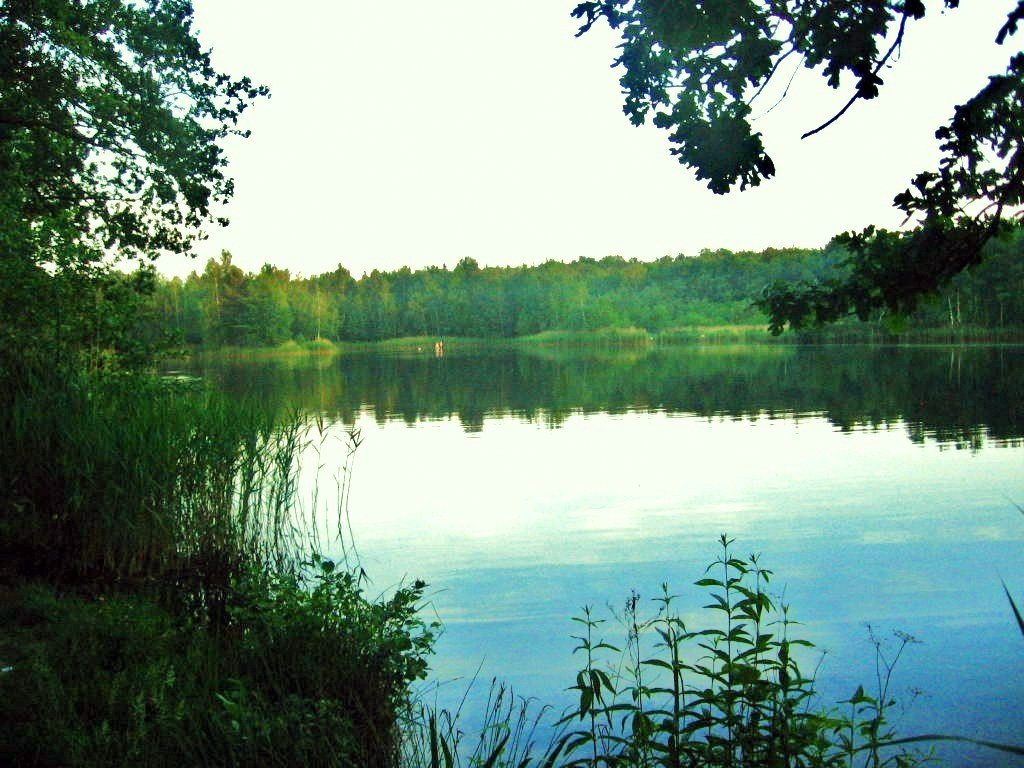
Staw rekreacyjny w Osolinie

Przez miejscowość przebiega także czerwony szlak rowerowy oraz znajduje się tam stadnina Malta.

## Edukacja

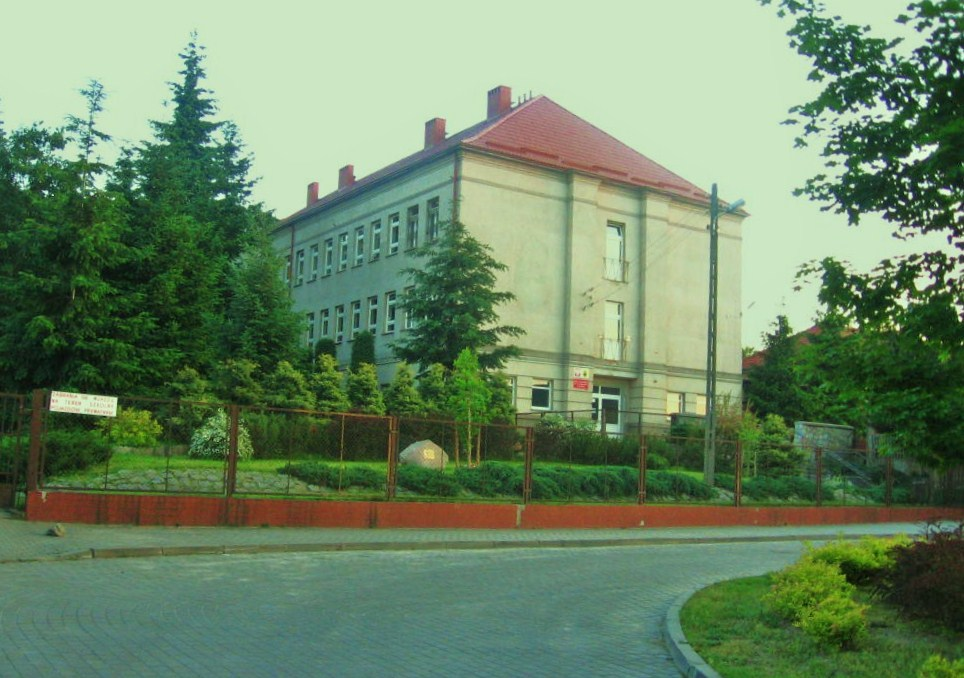
Szkoła Podstawowa im. Jana Brzechwy

W Osolinie znajduje się Szkoła Podstawowa, w której uczą się dzieci z Bagna, Brzeźna Małego, Osoli, Osolina, Morzęcina Małego i Wielkiej Lipy. W roku 2007 szkole nadano imię patrona Jana Brzechwy.

## Komunikacja
Osolin jest położony przy drodze wojewódzkiej nr 342 z Wrocławia do Strupiny (przez Pęgów i Oborniki Śląskie).

## Religia

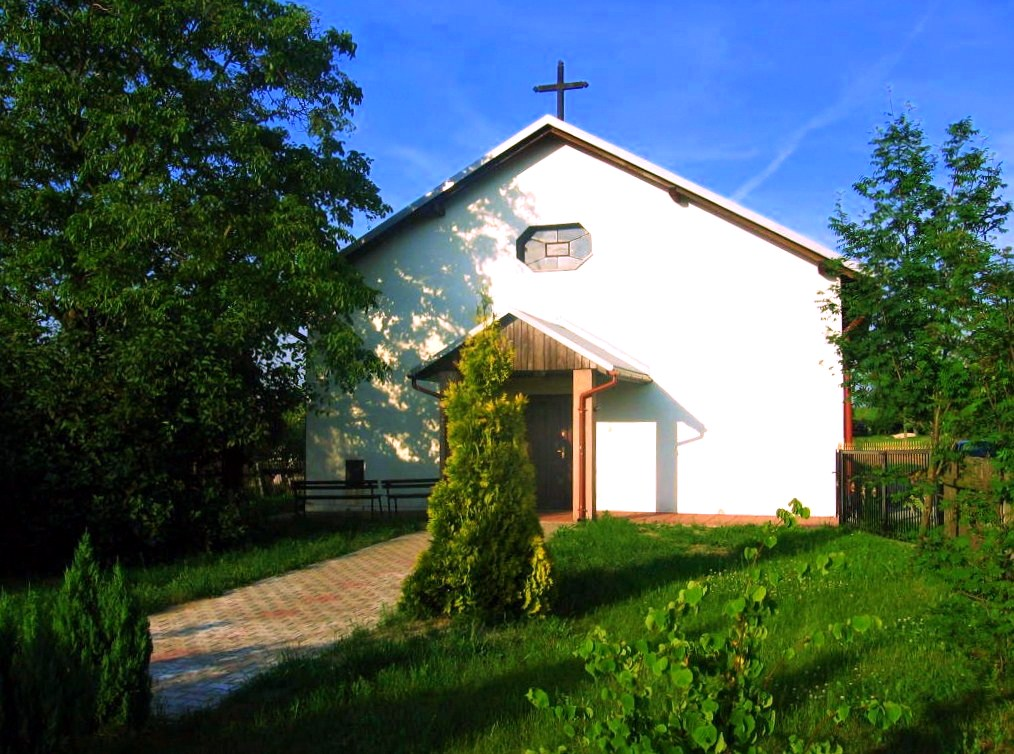
Kaplica pw. św. Józefa

Większość mieszkańców Osolina stanowią katolicy. W 1979 roku po raz pierwszy na terenie Osolina zaczął funkcjonować obiekt sakralny – jest to kościół rzymskokatolicki pod wezwaniem św. Józefa Oblubieńca należący do parafii pw. Wniebowzięcia Najświętszej Marii Panny w Bagnie.
Około 200 m na zachód od centrum wsi Osolin położony jest stary cmentarz ewangelicki (obecnie nieużytkowany). Zachowało się około 15 mogił z pierwszej połowy XX wieku. Częściowo zachowały się oryginalne płyty nagrobne, z większości jednak widać już wyłącznie kamienne obwódki z grobów. Obok tych grobów poniemieckich położonych jest również sześć polskich mogił. Początkowo miał tam powstać cmentarz parafialny dla mieszkańców Osolina, ostatecznie jednak osolinianie grzebani są na cmentarzu w Bagnie.

## Przyroda
Osolin jest otoczony lasami ciągnącymi się od Trzebnicy aż po Wołów. Wyróżnia go szczególny mikroklimat sprzyjający rekreacji i wypoczynkowi od zgiełku wielkiego miasta (z centrum Wrocławia do Osolina jest tylko 32 km). Swoisty mikroklimat, to ten sam który w Obornikach Śląskich spowodował powstanie licznych ośrodków sanatoryjnych. Być może że swoistemu mikroklimatowi sprzyjają rozległe połacie sosnowych lasów i piaszczyste przepuszczalne grunty. W lasach można spotkać liczne sarny i zające oraz wiele gatunków ptaków choćby sójkę, ziębę, dzięcioły, kosy. Lasy obfitują w grzyby, jeżyny i jagody.
Osolin otoczony jest dużymi obszarami leśnymi w których króluje sosna ale można spotkać również okazałe dęby. Miłośników przyrody zainteresują skupiska roślinności chronionej (np. konwalia majowa, storczyk szerokolistny) i wiele gatunków ptaków gniazdujących w lasach i przy stawach (perkozek, łabędź niemy, perkoz, jaskółka brzegówka).